# Stephanie Borges
Stephanie Borges (Rio de Janeiro, 29 de outubro de 1984) é uma jornalista, poeta e tradutora brasileira.

## Biografia
Stephanie Borges nasceu no Rio de Janeiro, em 29 de outubro de 1984. Graduou-se em Comunicação Social pela Universidade Federal Fluminense. Trabalhou em agências de comunicação e nas editoras Cosac Naify e Globo Livros. Traduziu obras de bell hooks, Claudia Rankine e Audre Lorde.
Publicou poemas nas revistas Escamandro, Ruído Manifesto, Garupa e Pessoa. Seu primeiro livro, Talvez precisemos de um nome para isto, uma reflexão sobre a subjetividade da mulher negra a partir de sua relação com seus cabelos, foi o ganhador do Prêmio Cepe Nacional de Literatura de 2018 na categoria Poesia.
Participa do podcast Benzina com o antropólogo Orlando Calheiros.

## Obras

#### Poesia
- Talvez Precisemos de um Nome Para Isso. Recife: Cepe, 2019. ISBN 9788578587741[8]

#### Tradução
- VERKAIK, Robert. Jihadi John: Como nasce um terrorista Tradução de Stephanie Borges. São Paulo: Harper Collins Brasil, 2017. ISBN 9788595080898.
- MOORE, Darvid Barlclay. As estrelas sob os nossos pés. Tradução de Stephanie Borges. São Paulo: Plataforma 21, 2018. ISBN 9788592783754
- CLAYTON, Dhonielle. Belles. Tradução de Stephanie Borges. São Paulo: Plataforma 21, 2018. ISBN 9788592783921.
- HOOKS, bell. Olhares negros: raça e representação. Tradução de Stephanie Borges. São Paulo: Elefante, 2019. ISBN 9788593115219[9]
- LORDE, Audre. Irmã outsider: ensaios e conferências. Tradução de Stephanie Borges. São Paulo: Autêntica, 2019. ISBN 9788551304341[10]
- WOODSON, Jacqueline. Um outro Brooklyn. Tradução de Stephanie Borges. São Paulo: Todavia, 2020. ISBN 9786551140075.